# Miltochrista inaequidens
Miltochrista inaequidens är en fjärilsart som beskrevs av De Joannis 1928. Miltochrista inaequidens ingår i släktet Miltochrista och familjen björnspinnare. Inga underarter finns listade i Catalogue of Life.